# Ibotyporanga canudos
Espèce
Ibotyporanga canudos est une espèce d'araignées aranéomorphes de la famille des Pholcidae.

## Distribution
Cette espèce est endémique de l'État de Bahia au Brésil,. Elle se rencontre vers Morro do Chapéu, Ibipeba et Andorinha.

## Description
Le mâle holotype mesure 1,7 mm.

## Systématique et taxinomie
Cette espèce a été décrite par Huber en 2024.

## Étymologie
Son nom d'espèce lui a été donné en référence au lieu de sa découverte, Canudos.

## Publication originale
- Huber, Meng, Král, Ávila Herrera & Carvalho, 2024 : « Diamonds in the rough: Ibotyporanga (Araneae, Pholcidae) spiders in semi-arid Neotropical environments. » European Journal of Taxonomy, vol. 963, p. 1-169 (texte intégral).